# Aufschwörung

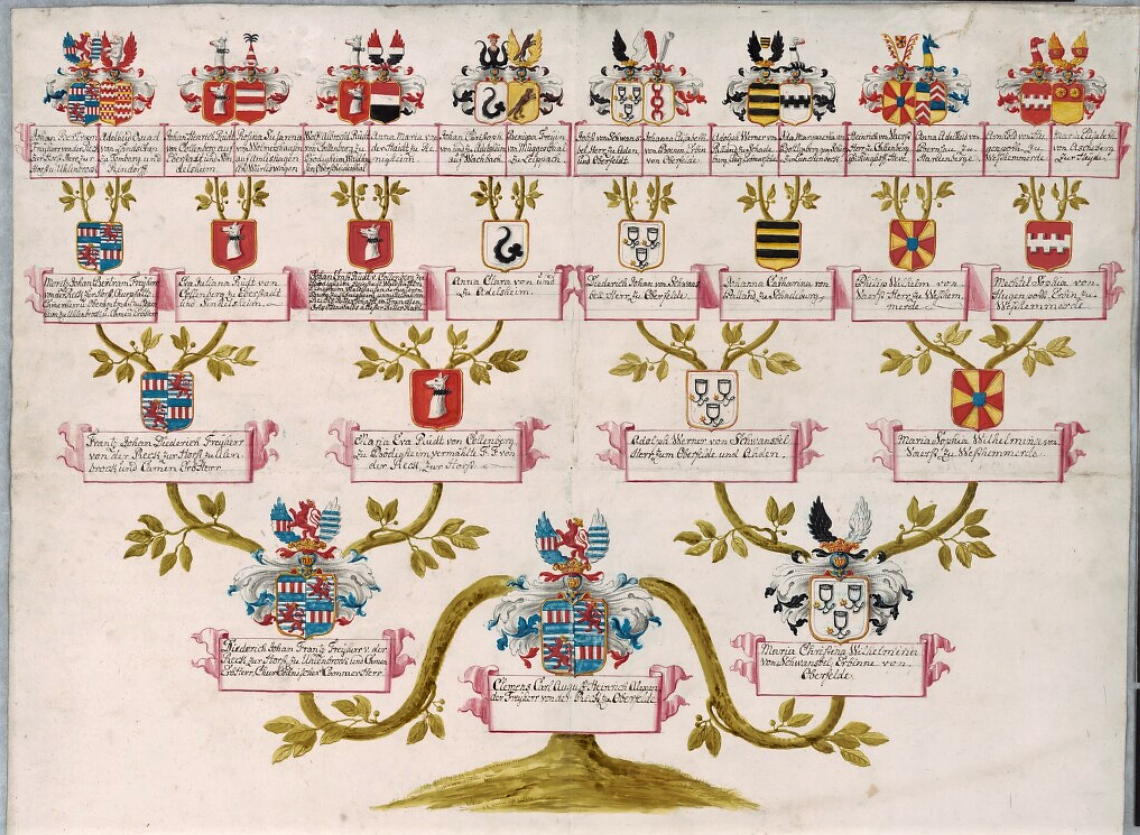
Aufschwörungtafel von Clemens Karl August Heinrich Alexander von der Recke bei der märkischen Ritterschaft, 1793. Vater: Dietrich Johann Franz von der Recke. Mutter: Maria Christina Wilhelmina von Schwansbell.

Die Aufschwörung war eine Zeremonie bei der Bestätigung oder Erhöhung des Adelsstandes. Hierbei wurde durch andere Adelige feierlich die Richtigkeit der Angaben des Probanden bestätigt, die auf der Ahnentafel und anderen Dokumenten seinen Adel nachwiesen. Dies betraf die Bestätigung der ehelichen Geburt aller Vorfahren und deren Zugehörigkeit zum Adel.